# Togau-aardewerk
Togau-aardewerk is rood aardewerk met zwarte beschilderingen uit de periode 4300-3800 v.Chr. in Beloetsjistan. Het werd in 1948 gedefinieerd door Beatrice de Cardi na oppervlaktevondsten in Togau in de Chhapparvallei.
In Merhgarh was periode III van 4800-3500 v.Chr. de Togau-fase. Na periode II, de eerste keramische periode met aardewerk, werden de schilderingen eenvoudiger, wat samenhing met massaproductie. Ook veranderden de microlieten naar zwaardere stenen werktuigen en aan het einde van deze periode begon de chalcolithische periode en werden koper, goud en steatiet bewerkt.